# D20 System
d20 System (undertiden blot kaldt d20) er et system af spilmekanikker til rollespil, udgivet fra 2000 og frem af Wizards of the Coast og baseret på den tredje version af Dungeons & Dragons. Systemet er navngivet efter den 20-sidede terning (d20, d for engelsk die, terning) som er central for systemet.
Meget af d20 System er udgivet som et "System Reference Document" (SRD) under "Open Game Licence" (OGL) som åbent indhold.

## Ekstern henvisning
- Wizards of the Coast: d20 SRD Arkiveret 4. februar 2004 hos  Wayback Machine

| Spil | Spire Denne artikel om spil eller lege er en spire som bør udbygges. Du er velkommen til at hjælpe Wikipedia ved at udvide den. |